# باش امیرخان‌لی
باش امیرخان‌لی (به لاتین: Baş Əmirxanlı) یک منطقه مسکونی در جمهوری آذربایجان است که در شهرستان شابران واقع شده است. این روستا حاوی بناهایی از قرون وسطی است که در وزارت فرهنگ و جهانگردی جمهوری آذربایجان به ثبت رسیده است.